# Тёкёли, Аттила
Аттила Тёкёли (венг. Tököli Attila; род. 14 мая 1976, Печ) — венгерский футболист, игравший на позиции нападающего. Футболист года в Венгрии (2001 год), двукратный лучший бомбардир чемпионата Венгрии (2000 и 2002 годов).
Выступал за ряд венгерских клубов, а также немецкий клуб «Кельн» и кипрские клубы АЕЛ и «Анортосис», а также национальную сборную Венгрии.

## Клубная карьера
Во взрослом футболе дебютировал 1993 выступлениями за команду «Печ», в которой провел четыре сезона, приняв участие в 66 матчах чемпионата.
С 1997 года играл в составе клуба «Дунайварош», завоевав с клубом титул чемпиона Венгрии, вместе с тем дважды становился лучшим бомбардиром чемпионата Венгрии. С 2002 года два сезона играл за «Ференцварош», выиграв в каждом из них Кубок Венгрии, а во втором сезоне ещё и чемпионат и Суперкубок Венгрии.
Своей игрой привлек внимание представителей тренерского штаба немецкого клуба «Кёльн» выступавшего во второй Бундеслиге, к составу которого присоединился летом 2004 года. Однако, игроком основного состава так и не стал, сыграв в сезоне 2004/05 годов лишь три матча в чемпионате, что не помешало клубу завоевать место в первой Бундеслиге. В начале сезона 2005/06 годов сыграл свой первый и единственный матч в Бундеслиге. В 2006 году Текели перебрался на Кипр, где играл за местные клубы АЕЛ и «Анортосис».
В сезоне 2006/07 годов Аттила вернулся в «Ференцварош». С сезона 2007/08 годов он играл за «Пакш», в составе которого провел три сезона, после чего перешел в «Кечкемет». В 2011 году команда выиграла венгерский Кубок.
Завершил профессиональную игровую карьеру в клубе «Пакш», выступлениями с 2012 по 2014 год.

## Выступления за сборную
В 2000 году дебютировал в официальных матчах в составе национальной сборной Венгрии. В течение карьеры в национальной команде, которая длилась 12 лет, провел в форме сборной 25 матчей, забив 3 гола.

## Достижения

### Командные
- Чемпион Венгрии : 1999-00, 2003-04
- Обладатель Кубка Венгрии : 2002-03, 2003-04, 2010-11
- Обладатель Суперкубка Венгрии : 2004

### Личные
- Лучший бомбардир чемпионата Венгрии : 1999-00 (22 гола), 2001-02 (28 голов)
- Футболист года в Венгрии : 2001